# University of California, San Diego
Die University of California, San Diego (UCSD; deutsch Universität von Kalifornien, San Diego) wurde 1960 gegründet und gehört zum University of California-Verbund (UC). Die UCSD ist eine der renommiertesten Universitäten der Welt. Ähnlich wie Oxford oder Cambridge ist die Universität in einzelne Colleges unterteilt. Der Campus befindet sich in La Jolla, einer Gegend San Diegos, und ist 485 ha groß. Derzeit sind hier 26.247 Studenten eingeschrieben und 1.471 Wissenschaftler beschäftigt. Der Universität sind zahlreiche renommierte Forschungsinstitute wie die Rady School of Management oder das Scripps Institution of Oceanography angegliedert.
Das Budget der Universität liegt bei $ 1,7 Milliarden (2003). Wissenschaftler und Alumni der UCSD haben 20 Nobelpreise gewonnen. Die Hochschule ist Mitglied der Association of American Universities, einem seit 1900 bestehenden Verbund führender nordamerikanischer Universitäten.

## Geschichte
Die UCSD steht im aktuellen Uni-Ranking der Jiao-Tong-Universität in Shanghai auf Platz 13 weltweit. Das Magazin Newsweek kürte die UCSD zum aufregendsten Ort für Naturwissenschaften in den USA.
Schon vor der Gründung der Universität gab es in San Diego ein bedeutendes Forschungsinstitut – die Scripps Institution of Oceanography. Darauf wurde die Universität aufgesetzt. Anfangs nahm die UCSD nur Graduierte auf und konnte aus dieser kleinen Einheit heraus die grundständigen Studiengänge entwickeln. 1964 gab es die ersten Erstsemester, 1974 und 1975 gab es die ersten beiden Nobelpreise für Mediziner aus San Diego, 1995 rückte die National Research Foundation in einem über 700 Seiten starken Bericht die UCSD zum ersten Mal in die Klasse der weltbekannten amerikanischen Elite-Hochschulen. Heute hat die Universität über 26.000 Studenten und gilt in den Natur- und Biowissenschaften als besonders hervorragend."

## Sport
Die Sportteams der Universität sind die Tritons. Die Hochschule ist Mitglied in der Big West Conference seit 1. Juli 2020.

## Persönlichkeiten

### Derzeitige und ehemalige Professoren/wissenschaftliche Mitarbeiter
Nobelpreisträger
- Roger Yonchien Tsien (1952–2016) – Nobelpreis Chemie 2008
- Sydney Brenner (1927–2019) – Nobelpreis Physiologie/Medizin 2002
- Clive W. J. Granger (1934–2009) – Nobelpreis Wirtschaftswissenschaften 2003
- Harry M. Markowitz (1927–2023) – Nobelpreis Wirtschaftswissenschaften 1990

Markenzeichen der UCSD

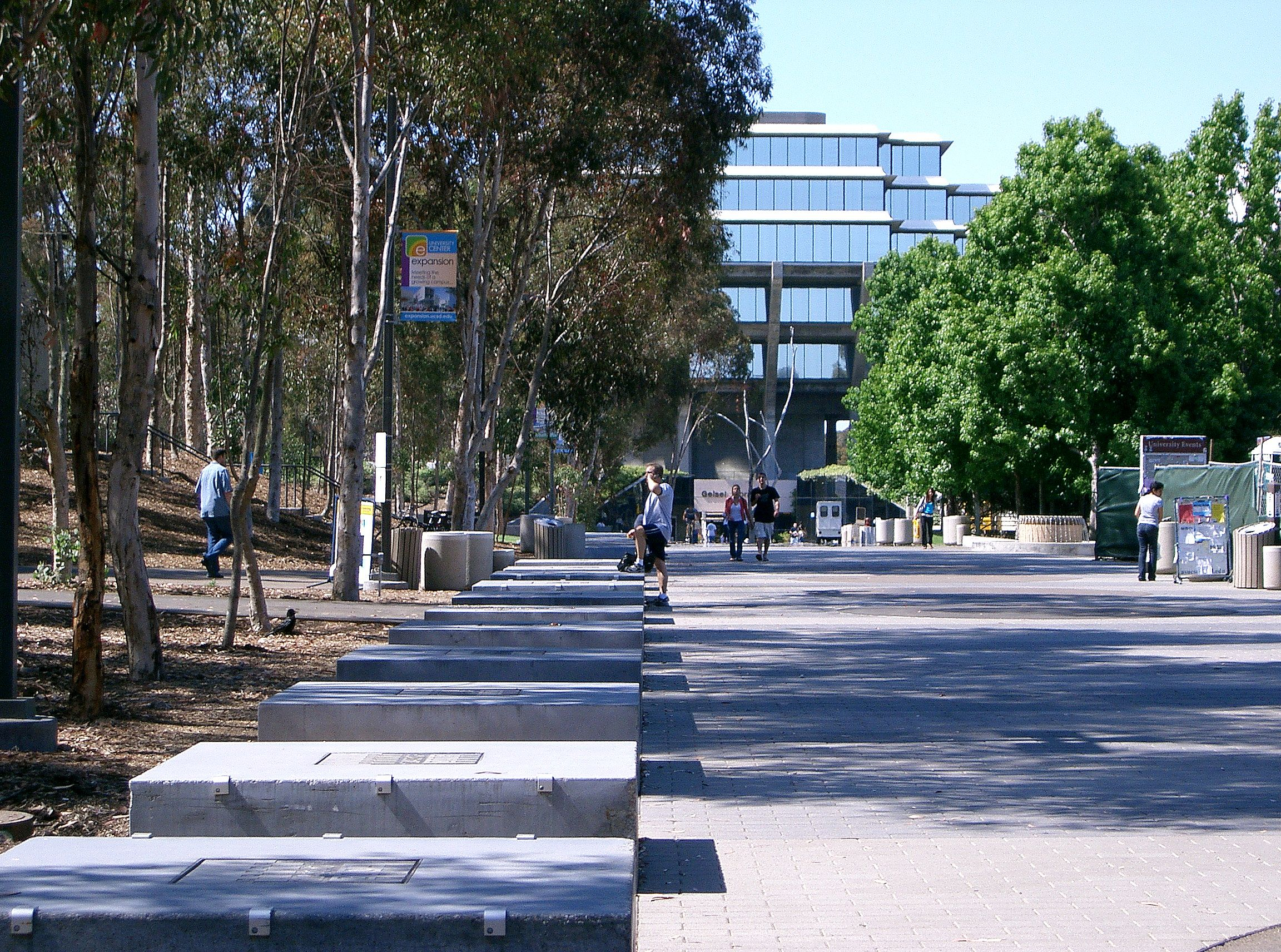
Blick auf die Universitätsbibliothek

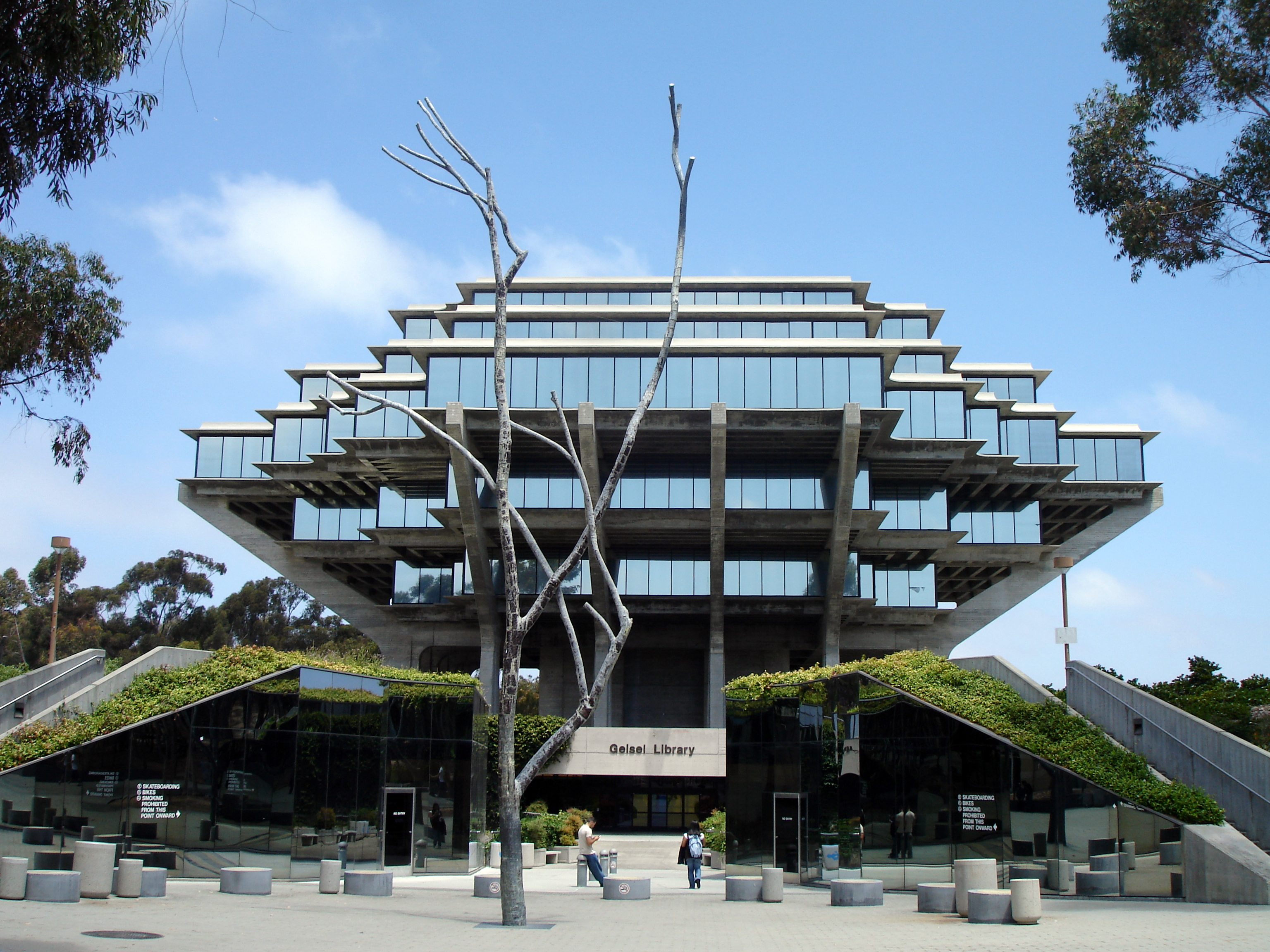
Die Geiselbibliothek, benannt nach Theodor Seuss Geisel (Dr. Seuss)

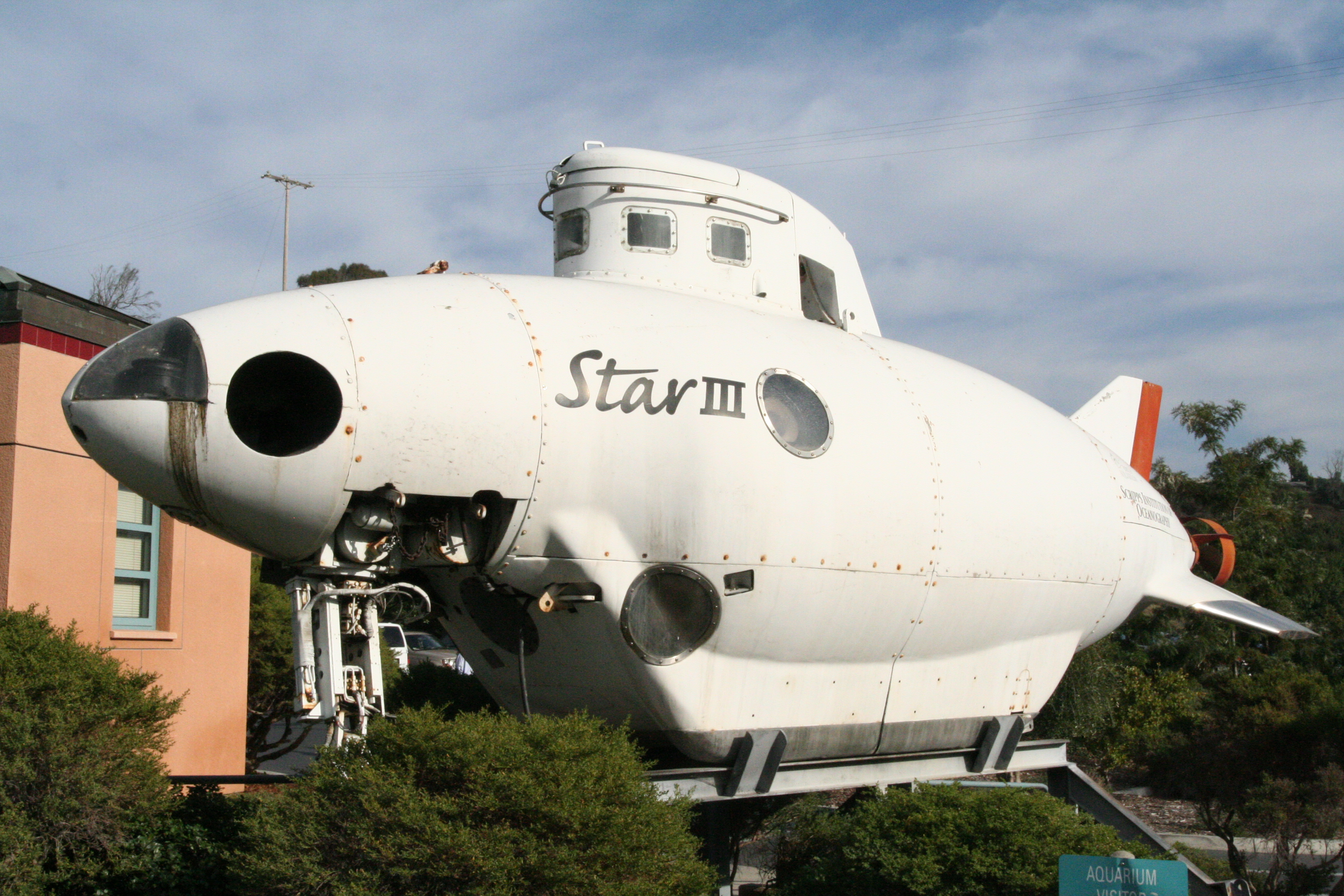
Star III vor dem Scripps Institut für Ozeanographie

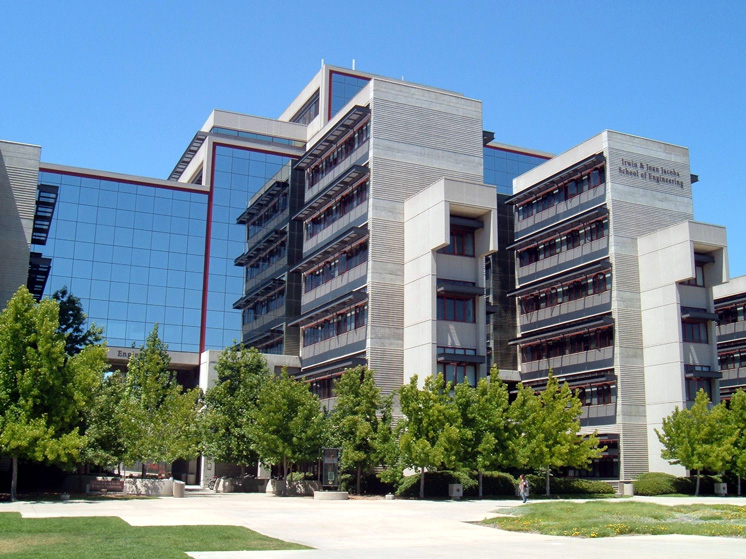
Jacobs School of Engineering

- Mario José Molina (1943–2020) – Nobelpreis Chemie 1995
- George Emil Palade (1912–2008) – Nobelpreis Physiologie/Medizin 1974
- Harold C. Urey (1893–1981) – Nobelpreis Chemie 1934

Weitere
- Amy Adler (* 1966) – Fotokünstlerin
- James Andreoni (* 1959) – Wirtschaftswissenschaftler
- David Antin – Dichter
- Eleanor Antin (* 1935) – Künstlerin
- Geoffrey Burbidge (1925–2010) – Astrophysiker
- Margaret Burbidge (1919–2020) – Astrophysikerin
- Nancy Cartwright (* 1944) – Wissenschaftsphilosophin
- Patricia Churchland (* 1943) – kanadische Philosophin
- Paul Churchland (* 1942) – kanadischer Philosoph
- Diana Deutsch (* 1938) – Musikpsychologin
- Carl Henry Eckart (1902–1973) – Physiker, Ozeanograph
- Robert Edelman (* 1945) – Historiker
- Manny Farber (1917–2008) – Kunst, Film
- Werner Goebel (* 1939) – deutscher Mikrobiologe
- Jean-Pierre Gorin – Film
- Walter Heiligenberg (1938–1994) – Verhaltensbiologe und Neuroethologe
- Geoffrey Hinton (* 1947) – Neuronale Netze
- Jorge E. Hirsch – argentinischer Physiker, entwickelte den h-Index
- Chalmers Johnson (1931–2010) – Politikwissenschaftler
- Philip Kitcher (* 1947) – britischer Wissenschaftsphilosoph
- Regine Kollek (* 1950) – Expertin für Bioethik
- Reinhard Lettau (1929–1996) – deutsch-amerikanischer Schriftsteller
- Arend Lijphart (* 1936) – Politikwissenschaftler
- Lev Manovich (* 1960) – Medientheoretiker
- Herbert Marcuse (1898–1979) – Philosoph und Soziologe
- N. David Mermin (* 1935) – Physiker
- Stanley Miller (1930–2007) – Biologe und Chemiker
- Walter Munk (1917–2019) – Ozeanograph und Geophysiker
- Tom Murphy – Astrophysiker
- Donald Norman (* 1935) – Kognitionswissenschaftler
- Leslie Orgel (1927–2007) – britischer Chemiker
- Richard Popkin (1923–2005) – Philosoph
- V. S. Ramachandran (* 1951) – Psychologe und Neurowissenschaftler
- Jef Raskin (1943–2005) – Informatiker
- Wallace Sargent (1935–2012) – britischer Astronom
- Walter Savitch (1943–2021) – Mathematiker, Informatiker
- Terrence J. Sejnowski – Neurowissenschaftler
- Katrin Sieg (* 1961) – deutsche Theaterwissenschaftlerin
- John Wixted (* 1958) – Psychologe
- Shing-Tung Yau (* 1949) – chinesischer Mathematiker
- Herbert York (1921–2009) – Kernphysiker
- Karola Obermüller (* 1977) – Komponistin

### Absolventen
Nobelpreisträger
- Bruce Beutler (* 1957) – Nobelpreis für Physiologie oder Medizin 2011
- Tonegawa Susumu (* 1939) – Nobelpreis für Physiologie oder Medizin 1987

Weitere
- Bill Atkinson (1951–2025) – Entwickler bei Apple
- James Avery (1945–2013) – Schauspieler
- Gregory Benford (* 1941) – Science-Fiction-Autor
- Tim Bollerslev (* 1958) – dänischer Ökonom
- David Brin (* 1960) – Science-Fiction-Autor
- Angela Davis (* 1944) – Philosophin, radikale Aktivistin
- Benicio del Toro (* 1967) – Schauspieler (ohne Abschluss)
- Raymond E. Feist (* 1945) – Autor
- Alicia Garza (* 1981) – Mitgründerin der Bewegung Black Lives Matter
- Adele Eva Goldberg (* 1963) – Linguistin
- Aria Giovanni (* 1977) – Model und Pornodarstellerin
- Mike Judge (* 1962) – Schriftsteller
- Megan McArthur (* 1971) – NASA-Astronautin
- Thomas Osang (* 1962) – Wirtschaftswissenschaftler
- Michael Robertson (* 1967) – Gründer von MP3.com, Lindows.com und SIPphone
- Kim Stanley Robinson (* 1952) – Science-Fiction-Autor
- Philip Rosedale (* 1968) – Gründer von Linden Lab, Betreiber der virtuellen Welt Second Life
- Nick Woodman – Gründer der Firma GoPro
- Craig Venter (* 1946) – Biologe (Human Genome Project)
- Vernor Vinge (1944–2024) – Science-Fiction-Autor

## ROTC an der UCSD
Die UCSD bietet auch Studenten des Reserve Officer Training Corps der US-Streitkräfte Studienplätze.